# NGC 714
NGC 714 è una galassia lenticolare situata nella costellazione di Andromeda, a una distanza di circa 196 milioni di anni luce dalla nostra Via Lattea.

## Scoperta
La galassia è stata scoperta il 28 ottobre 1850 dall'astronomo irlandese Bindon Stoney.

## Gruppo di UGC 1344
NGC 714 fa parte del gruppo di UGC 1344, un raggruppamento che, oltre a UGC 1344, comprende almeno altre 7 galassie. Altre due galassie del New General Catalogue fanno parte di questo gruppo, NGC 688 e NGC 700.

## Ammasso di galassie Abell 262
NGC 714 fa anche parte dell'ammasso di galassie Abell 262, un sotto-insieme del superammasso di Perseo-Pesci. Le altre galassie del catalogo NGC presenti in questo ammasso, che comprende più di 100 membri, sono: NGC 700, NGC 703, NGC 704, NGC 705, NGC 708, NGC 709, NGC 710, NGC 717 e NGC 759.

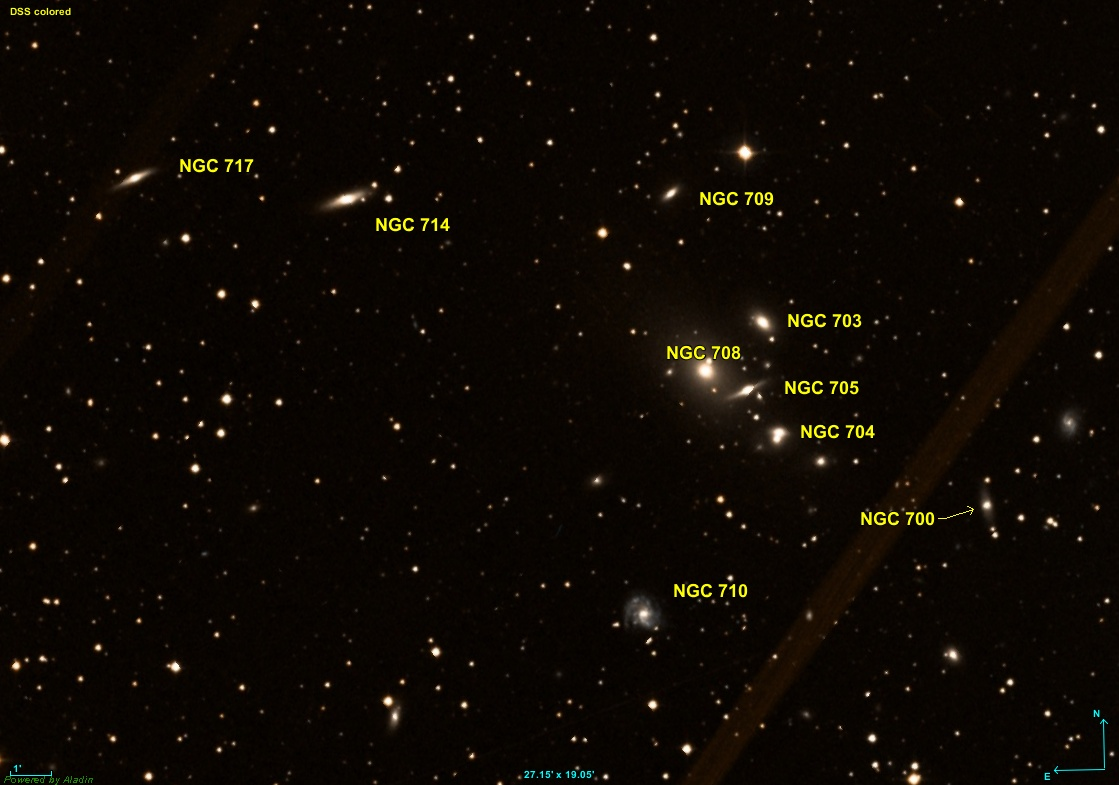
L'ammasso di galassie Abell 262.